# Gene Day
Pour les articles homonymes, voir Day.
Gene Day (né Howard Eugene Day le 13 août 1951 à Kingston (Ontario) et mort le 23 septembre 1982 à Gananoque) est un auteur de bande dessinée canadien. S'il a débuté par l'auto-édition et réalisé diverses histoires complètes pour de petites maisons d'éditions canadiennes, il est surtout connu pour son travail d'encreur chez Marvel Comics de 1978 à sa mort sur les séries Master of Kung-Fu (dont il est dessinateur principal les vingt derniers mois de sa vie), Star Wars et La Chose. Dave Sim le considérait comme son mentor.

## Biographie
Gene Day débute au début des années 1970 sur la scène indépendante canadienne (Out of the Depths en 1974, Orb en 1974-6, Oktoberfest Comics en 1976). Il dessine également à partir de fin 1974 pour Skywald Publications des histoires d'horreur (Psycho et Nightmare). En 1977 et 1978, il travaille pour l'éditeur Star Reach (Star Reach, Imagine et Quack). En 1979, il publie Future Day, recueil cartonné de sept histoires lettrées par Dave Sim qu'il intitule « album graphique ». Il réalise également des illustrations de jeu de rôle.
Fin 1978, Day commence à traveiller chez Marvel Comics comme encreur de Carmine Infantino sur des histoires de Star Wars. Il encre également 5 histoires de la Panthère noire (1978-80), 17 histoires de La Chose dans Marvel Two-In-One (en) (1979-80), plus de 25 numéros de Master of Kung-fu (1979-80) et sept histoires de Thor (1980-81). En 1980, il devient le dessinateur principal Master of Kung-fu à partir du numéro 103, et réalise 18 numéros jusqu'à sa mort d'une crise cardiaque dans son sommeil en septembre 1982.

## Publications principales
- 13 histoires de Star Wars (encrage, parfois dessin) avec principalement Carmine Infantino (dessin) et Archie Goodwin, dans Star Wars no 18-69, Marvel Comics, 1978-83.
- Cinq histoires de La Panthère noire (encrage), avec Jerry Bingham (dessin) et Ed Hannigan (scénario), dans Black Panther no 13-15 puis Marvel Premiere (en) no 51-2, Marvel Comics, 1978-80.
- 17 histoires de La Chose (encrage), avec divers auteurs, dans Marvel Two-In-One (en) no 49 et 56-71, Marvel Comics, 1979-1980.
- Master of Kung-fu no 76-102 (encrage), avec Mike Zeck (dessin) et Doug Moench (scénario), Marvel Comics, 1979-80.
- Master of Kung-fu no 103-120 (dessin et encrage), avec Doug Moench (scénario), Marvel Comics, 1980-81.
- Thor no 300 (encrage et dessin) avec Keith Pollard (dessin), Mark Gruenwald et Ralph Macchio (scénario), Marvel Comics, 1980.
- 7 histoires de Conan le Barbare (dessin et encrage), avec Roy Thomas (scénario), dans The Savage Sword of Conan no 68-106, Marvel Comics, 1981-84.
- Thor no 310-5 (encrage), avec Keith Pollard (dessin) et Doug Moench (scénario), Marvel Comics, 1981.

## Récompenses et distinctions
Posthumes
- 2001-2007 :  Dave Sim et Gerhard remettent en son honneur le prix Howard E. Day lors du festival Small Press and Alternative Comics Expo (en) (Columbus, Ohio)
- 2007 :  Temple de la renommée de la bande dessinée canadienne
- 2009- :  Le prix Joe Shuster de l'auto-édition est nommé « prix Gene Day de l'auto-édition canadienne »